# Aleksej Tolstoj (1817–1875)
Aleksej Konstantinovitj Tolstoj (ryska: Алексей Константинович Толстой), född 5 september (gamla stilen: 24 augusti) 1817 i Sankt Petersburg, död 10 oktober (gamla stilen: 28 september) 1875, var en rysk greve och författare.

## Biografi
Tolstoj vistades under sin barndom först hos sin morbror A. Perovskij (som författare känd under namnet Anton Pogorjelskij) i södra Ryssland. En stor del av sin ungdom tillbringade han på resor i västra och södra Europa, deltog 1836 i ryska beskickningen till tyska riksdagen i Frankfurt am Main, tjänstgjorde i kejserliga kansliet och ingick vid Krimkrigets början som frivillig i ett tiraljörregemente, som emellertid ej kom i strid. Han utnämndes till kejsarens adjutant, men tog snart avsked och levde därefter som privatman med titeln hovjägmästare på sitt gods. 
Några prosaberättelser av Tolstoj publicerades redan 1841 under pseudonymen Krasnogorskij, men de alster, som han själv gav plats i sina samlade arbeten, härrör sig alla från tiden 1855-75. Hans första större arbete var Knjaz Serebrjanyj (1861, många upplagor; översatt till en mängd språk), en historisk roman från Ivan den förskräckliges tid. Hans andra stora verk var den dramatiska trilogin Smert Ivana groznago – Tsar Fjodor - Tsar Boris (1866-70). Själv ansåg han "Tsar Fjodor" för sitt bästa arbete. 
Tolstoj skrev även ett par andra dramer: Don Juan, i vilken han förvandlat huvudpersonen till en Faustfigur, och Namjestnik (Ståthållaren), en episod ur Novgorods historia. Av hans mindre dikter är de rent lyriska föga betydande; vida bättre lyckades han i balladen och över huvud i den poetiska berättelsen och naturmålningen. Han behandlade i moderna metriska former, men för övrigt i gammal stil en mängd ämnen ur den fornryska hjältesagan (bylina) och episoder ur 1500-talets historia. Ett tiotal av hans episk-lyriska dikter berör på ett eller annat sätt Skandinaviens äldsta historia (däribland Borivoj, Hakon blinde, Tugarin, Knut, Harald Hårdråde, Rugevit och Tre slag). 
Tolstoj hörde till den lilla grupp ryska skalder, som utan hänsyn till politik, sociala frågor och dylikt dyrkade konsten för dess egen skull. Han försvarade sin ståndpunkt i åtskilliga polemiska dikter, bland annat Johannes Damaskenus och Potok Bogatyr (med Rysslands historia i fågelperspektiv). Han döljer sig även (jämte bröderna Zjemtjuzjnikov) bakom den konservative skämtaren Kuzma Prutkov i "Sovremennik" (på 1850-talet). Han var även verksam som översättare. Tolstoj var gift med Sofija Bachmeteva.